# Relapse
Relapse is het zesde studioalbum door de Amerikaanse rapper Eminem en opvolger van het album Encore uit 2004. Het album werd 15 mei uitgebracht. Op 7 mei lekte het album echter voortijdig uit via internet.

## Geschiedenis
Relapse werd onder verschillende titels aangekondigd. In eerste instantie zou het album uitkomen als King Mathers. Daarna werd ook The Empack genoemd, wat later werd gecorrigeerd in The Empact. Al snel werden deze geruchten ontkracht toen Eminem zelf Relapse als definitieve naam noemde.
Inspiratie voor Relapse haalde Eminem deels uit de dood van D12-lid en goede jeugdvriend, Proof.
Eminem liet op 5 maart via een persbericht weten dat Relapse op 19 mei 2009 in de winkels zou verschijnen. In het najaar van 2009 kwam Relapse 2 uit, waarop tracks staan die Dr. Dre en Eminem opnamen toen ze bezig waren met het afronden van Relapse.
Op 7 april kwam zijn eerste officiële single en videoclip sinds vier jaar uit, We Made You. Net als in al zijn voorgaande albums is Eminems eerste single weer een grote sneer naar vele beroemdheden. In de video worden onder andere Jessica Simpson, John Mayer, Jennifer Aniston en Lindsay Lohan onder handen genomen.
Na We Made You bracht Eminem de singles 3 a.m. en Old Time's Sake uit. 3 a.m. was vanaf 23 april te beluisteren. De clip van 3 a.m. kwam op 3 mei uit. Op 5 mei verscheen Old Time's Sake.

## Nummers
Het overzicht van de composities voor Relapse werd op 28 april 2009 via internet bekendgemaakt. Diverse websites maakten melding van deze tracklist.
| Nr. | Titel                                      | Producer(s)     | Duur |
| --- | ------------------------------------------ | --------------- | ---- |
| 1.  | Dr. West (skit)                            | Dr. Dre         | 1:29 |
| 2.  | 3 a.m.                                     | Dr. Dre         | 5:20 |
| 3.  | My Mom                                     | Dr. Dre         | 5:20 |
| 4.  | Insane                                     | Dr. Dre         | 3:01 |
| 5.  | Bagpipes from Baghdad                      | Dr. Dre         | 4:43 |
| 6.  | Hello                                      | Dr. Dre         | 4:08 |
| 7.  | Tonya (skit)                               | Dr. Dre         | 0:43 |
| 8.  | Same Song & Dance                          | Dr. Dre         | 4:08 |
| 9.  | We Made You                                | Dr. Dre./Eminem | 4:30 |
| 10. | Medicine Ball                              | Dr. Dre         | 3:57 |
| 11. | Paul (skit)                                | Dr. Dre         | 0:19 |
| 12. | Stay Wide Awake                            | Dr. Dre         | 5:20 |
| 13. | Old Time's Sake (feat. Dr. Dre)            | Dr. Dre         | 4:35 |
| 14. | Must Be the Ganja                          | Dr. Dre         | 4:03 |
| 15. | Mr. Mathers (skit)                         | Dr. Dre         | 0:42 |
| 16. | Deja Vu                                    | Dr. Dre         | 4:43 |
| 17. | Beautiful                                  | Eminem          | 6:32 |
| 18. | Crack a Bottle (feat. Dr. Dre and 50 Cent) | Dr. Dre         | 4:58 |
| 19. | Steve Berman (skit)                        | Dr. Dre         | 1:29 |
| 20. | Underground/Ken Kaniff                     | Dr. Dre         | 6:19 |

## Hitnoteringen

### NederlandseAlbum Top 100
| Hitnotering: (Week 1 t/m 17) 23-05-2009 t/m 12-09-2009 Hitnotering: (Week 18 t/m 19) 26-12-2009 t/m 02-01-2010 | Hitnotering: (Week 1 t/m 17) 23-05-2009 t/m 12-09-2009 Hitnotering: (Week 18 t/m 19) 26-12-2009 t/m 02-01-2010 | Hitnotering: (Week 1 t/m 17) 23-05-2009 t/m 12-09-2009 Hitnotering: (Week 18 t/m 19) 26-12-2009 t/m 02-01-2010 | Hitnotering: (Week 1 t/m 17) 23-05-2009 t/m 12-09-2009 Hitnotering: (Week 18 t/m 19) 26-12-2009 t/m 02-01-2010 | Hitnotering: (Week 1 t/m 17) 23-05-2009 t/m 12-09-2009 Hitnotering: (Week 18 t/m 19) 26-12-2009 t/m 02-01-2010 | Hitnotering: (Week 1 t/m 17) 23-05-2009 t/m 12-09-2009 Hitnotering: (Week 18 t/m 19) 26-12-2009 t/m 02-01-2010 | Hitnotering: (Week 1 t/m 17) 23-05-2009 t/m 12-09-2009 Hitnotering: (Week 18 t/m 19) 26-12-2009 t/m 02-01-2010 | Hitnotering: (Week 1 t/m 17) 23-05-2009 t/m 12-09-2009 Hitnotering: (Week 18 t/m 19) 26-12-2009 t/m 02-01-2010 | Hitnotering: (Week 1 t/m 17) 23-05-2009 t/m 12-09-2009 Hitnotering: (Week 18 t/m 19) 26-12-2009 t/m 02-01-2010 | Hitnotering: (Week 1 t/m 17) 23-05-2009 t/m 12-09-2009 Hitnotering: (Week 18 t/m 19) 26-12-2009 t/m 02-01-2010 | Hitnotering: (Week 1 t/m 17) 23-05-2009 t/m 12-09-2009 Hitnotering: (Week 18 t/m 19) 26-12-2009 t/m 02-01-2010 | Hitnotering: (Week 1 t/m 17) 23-05-2009 t/m 12-09-2009 Hitnotering: (Week 18 t/m 19) 26-12-2009 t/m 02-01-2010 | Hitnotering: (Week 1 t/m 17) 23-05-2009 t/m 12-09-2009 Hitnotering: (Week 18 t/m 19) 26-12-2009 t/m 02-01-2010 | Hitnotering: (Week 1 t/m 17) 23-05-2009 t/m 12-09-2009 Hitnotering: (Week 18 t/m 19) 26-12-2009 t/m 02-01-2010 | Hitnotering: (Week 1 t/m 17) 23-05-2009 t/m 12-09-2009 Hitnotering: (Week 18 t/m 19) 26-12-2009 t/m 02-01-2010 | Hitnotering: (Week 1 t/m 17) 23-05-2009 t/m 12-09-2009 Hitnotering: (Week 18 t/m 19) 26-12-2009 t/m 02-01-2010 | Hitnotering: (Week 1 t/m 17) 23-05-2009 t/m 12-09-2009 Hitnotering: (Week 18 t/m 19) 26-12-2009 t/m 02-01-2010 | Hitnotering: (Week 1 t/m 17) 23-05-2009 t/m 12-09-2009 Hitnotering: (Week 18 t/m 19) 26-12-2009 t/m 02-01-2010 | Hitnotering: (Week 1 t/m 17) 23-05-2009 t/m 12-09-2009 Hitnotering: (Week 18 t/m 19) 26-12-2009 t/m 02-01-2010 | Hitnotering: (Week 1 t/m 17) 23-05-2009 t/m 12-09-2009 Hitnotering: (Week 18 t/m 19) 26-12-2009 t/m 02-01-2010 | Hitnotering: (Week 1 t/m 17) 23-05-2009 t/m 12-09-2009 Hitnotering: (Week 18 t/m 19) 26-12-2009 t/m 02-01-2010 | Hitnotering: (Week 1 t/m 17) 23-05-2009 t/m 12-09-2009 Hitnotering: (Week 18 t/m 19) 26-12-2009 t/m 02-01-2010 |
| Week: | 1 | 2 | 3 | 4 | 5 | 6 | 7 | 8 | 9 | 10 | 11 | 12 | 13 | 14 | 15 | 16 | 17 | | 18 | 19 | |
| --- | --- | --- | --- | --- | --- | --- | --- | --- | --- | --- | --- | --- | --- | --- | --- | --- | --- | --- | --- | --- | --- |
| Positie: | 3 | 4 | 8 | 16 | 22 | 25 | 39 | 49 | 57 | 55 | 49 | 47 | 54 | 45 | 66 | 78 | 83 | uit | 81 | 86 | uit |

### VlaamseUltratop 100Albums
| Hitnotering: (Week 1 t/m 19) 23-05-2009 t/m 26-09-2009 Hitnotering: (Week 20) 17-10-2009 Hitnotering: (Week 21 t/m 23) 02-01-2010 t/m 16-01-2010 Hitnotering: (Week 24) 14-08-2010 Hitnotering: (Week 25 t/m 26) 30-07-2011 t/m 06-08-2011 | Hitnotering: (Week 1 t/m 19) 23-05-2009 t/m 26-09-2009 Hitnotering: (Week 20) 17-10-2009 Hitnotering: (Week 21 t/m 23) 02-01-2010 t/m 16-01-2010 Hitnotering: (Week 24) 14-08-2010 Hitnotering: (Week 25 t/m 26) 30-07-2011 t/m 06-08-2011 | Hitnotering: (Week 1 t/m 19) 23-05-2009 t/m 26-09-2009 Hitnotering: (Week 20) 17-10-2009 Hitnotering: (Week 21 t/m 23) 02-01-2010 t/m 16-01-2010 Hitnotering: (Week 24) 14-08-2010 Hitnotering: (Week 25 t/m 26) 30-07-2011 t/m 06-08-2011 | Hitnotering: (Week 1 t/m 19) 23-05-2009 t/m 26-09-2009 Hitnotering: (Week 20) 17-10-2009 Hitnotering: (Week 21 t/m 23) 02-01-2010 t/m 16-01-2010 Hitnotering: (Week 24) 14-08-2010 Hitnotering: (Week 25 t/m 26) 30-07-2011 t/m 06-08-2011 | Hitnotering: (Week 1 t/m 19) 23-05-2009 t/m 26-09-2009 Hitnotering: (Week 20) 17-10-2009 Hitnotering: (Week 21 t/m 23) 02-01-2010 t/m 16-01-2010 Hitnotering: (Week 24) 14-08-2010 Hitnotering: (Week 25 t/m 26) 30-07-2011 t/m 06-08-2011 | Hitnotering: (Week 1 t/m 19) 23-05-2009 t/m 26-09-2009 Hitnotering: (Week 20) 17-10-2009 Hitnotering: (Week 21 t/m 23) 02-01-2010 t/m 16-01-2010 Hitnotering: (Week 24) 14-08-2010 Hitnotering: (Week 25 t/m 26) 30-07-2011 t/m 06-08-2011 | Hitnotering: (Week 1 t/m 19) 23-05-2009 t/m 26-09-2009 Hitnotering: (Week 20) 17-10-2009 Hitnotering: (Week 21 t/m 23) 02-01-2010 t/m 16-01-2010 Hitnotering: (Week 24) 14-08-2010 Hitnotering: (Week 25 t/m 26) 30-07-2011 t/m 06-08-2011 | Hitnotering: (Week 1 t/m 19) 23-05-2009 t/m 26-09-2009 Hitnotering: (Week 20) 17-10-2009 Hitnotering: (Week 21 t/m 23) 02-01-2010 t/m 16-01-2010 Hitnotering: (Week 24) 14-08-2010 Hitnotering: (Week 25 t/m 26) 30-07-2011 t/m 06-08-2011 | Hitnotering: (Week 1 t/m 19) 23-05-2009 t/m 26-09-2009 Hitnotering: (Week 20) 17-10-2009 Hitnotering: (Week 21 t/m 23) 02-01-2010 t/m 16-01-2010 Hitnotering: (Week 24) 14-08-2010 Hitnotering: (Week 25 t/m 26) 30-07-2011 t/m 06-08-2011 | Hitnotering: (Week 1 t/m 19) 23-05-2009 t/m 26-09-2009 Hitnotering: (Week 20) 17-10-2009 Hitnotering: (Week 21 t/m 23) 02-01-2010 t/m 16-01-2010 Hitnotering: (Week 24) 14-08-2010 Hitnotering: (Week 25 t/m 26) 30-07-2011 t/m 06-08-2011 | Hitnotering: (Week 1 t/m 19) 23-05-2009 t/m 26-09-2009 Hitnotering: (Week 20) 17-10-2009 Hitnotering: (Week 21 t/m 23) 02-01-2010 t/m 16-01-2010 Hitnotering: (Week 24) 14-08-2010 Hitnotering: (Week 25 t/m 26) 30-07-2011 t/m 06-08-2011 | Hitnotering: (Week 1 t/m 19) 23-05-2009 t/m 26-09-2009 Hitnotering: (Week 20) 17-10-2009 Hitnotering: (Week 21 t/m 23) 02-01-2010 t/m 16-01-2010 Hitnotering: (Week 24) 14-08-2010 Hitnotering: (Week 25 t/m 26) 30-07-2011 t/m 06-08-2011 | Hitnotering: (Week 1 t/m 19) 23-05-2009 t/m 26-09-2009 Hitnotering: (Week 20) 17-10-2009 Hitnotering: (Week 21 t/m 23) 02-01-2010 t/m 16-01-2010 Hitnotering: (Week 24) 14-08-2010 Hitnotering: (Week 25 t/m 26) 30-07-2011 t/m 06-08-2011 | Hitnotering: (Week 1 t/m 19) 23-05-2009 t/m 26-09-2009 Hitnotering: (Week 20) 17-10-2009 Hitnotering: (Week 21 t/m 23) 02-01-2010 t/m 16-01-2010 Hitnotering: (Week 24) 14-08-2010 Hitnotering: (Week 25 t/m 26) 30-07-2011 t/m 06-08-2011 | Hitnotering: (Week 1 t/m 19) 23-05-2009 t/m 26-09-2009 Hitnotering: (Week 20) 17-10-2009 Hitnotering: (Week 21 t/m 23) 02-01-2010 t/m 16-01-2010 Hitnotering: (Week 24) 14-08-2010 Hitnotering: (Week 25 t/m 26) 30-07-2011 t/m 06-08-2011 | Hitnotering: (Week 1 t/m 19) 23-05-2009 t/m 26-09-2009 Hitnotering: (Week 20) 17-10-2009 Hitnotering: (Week 21 t/m 23) 02-01-2010 t/m 16-01-2010 Hitnotering: (Week 24) 14-08-2010 Hitnotering: (Week 25 t/m 26) 30-07-2011 t/m 06-08-2011 | Hitnotering: (Week 1 t/m 19) 23-05-2009 t/m 26-09-2009 Hitnotering: (Week 20) 17-10-2009 Hitnotering: (Week 21 t/m 23) 02-01-2010 t/m 16-01-2010 Hitnotering: (Week 24) 14-08-2010 Hitnotering: (Week 25 t/m 26) 30-07-2011 t/m 06-08-2011 |
| Week: | 1 | 2 | 3 | 4 | 5 | 6 | 7 | 8 | 9 | 10 | 11 | 12 | 13 | 14 | 15 | 16 |
| --- | --- | --- | --- | --- | --- | --- | --- | --- | --- | --- | --- | --- | --- | --- | --- | --- |
| Positie: | 25 | 1 | 2 | 4 | 5 | 6 | 11 | 16 | 28 | 26 | 24 | 32 | 33 | 36 | 34 | 47 |
| Week: | 17 | 18 | 19 | | 20 | | 21 | 22 | 23 | | 24 | | 25 | 26 | | |
| Positie: | 46 | 75 | 87 | uit | 86 | uit | 96 | 89 | 86 | uit | 100 | uit | 87 | 98 | uit | |